# К (электровоз)
К (с кремниевыми выпрямителями) — электровоз переменного тока, выпускавшийся немецкими заводами и эксплуатирующийся на советских железных дорогах. Один из первых в СССР электровозов с полупроводниковым статическим преобразователем.

## История выпуска

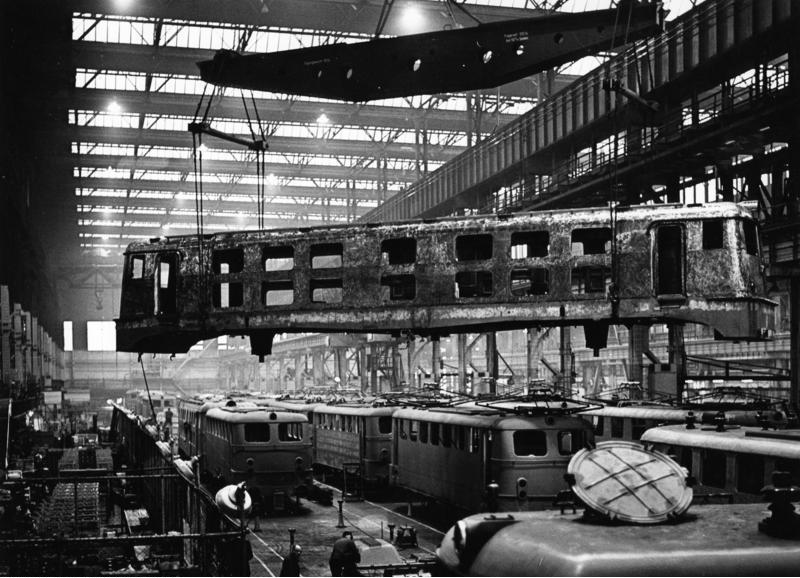
Кузов электровоза К на заводе

В конце 1950-х гг. в СССР выпускались электровозы переменного тока ВЛ60, которые имели выпрямительные установки выполненные на игнитронах. Хотя электровозы переменного тока и показали свои преимущества перед электровозами постоянного тока, они имели ряд недостатков, а особенно громоздкость выпрямительной установки с жидкостной системой охлаждения. Тем очевидней были преимущества от применения полупроводниковых (кремниевых) приборов, которые могут работать в широком диапазоне температур и имеют больший КПД, тем самым требуя меньшего отвода тепла, то есть возможность применения воздушного охлаждения. Поэтому в середине 1959 года МПС выдало техническое задание ЭлНИИ на разработку шестиосного электровоза (см.: ВЛ62).
Одновременно, с целью ускорения накопления опыта эксплуатации электровозов с полупроводниковыми преобразователями, СССР в мае того же года заказал 20 шестиосных электровозов переменного тока и с полупроводниковыми преобразователями у западногерманских фирм Siemens-Schuckertwerke (Эрланген),
 Krupp (Эссен). В марте 1961 года был изготовлен первый электровоз, который получил обозначение К-01 и поступил для испытаний на участок близ Саара. Для испытаний электровоз был оборудован винтовой сцепкой, которой тогда были оборудованы все поезда западной Европы. Это накладывало ограничения по прочности сцепки, поэтому испытания проводились путём вождения составов массой 2000 тонн лишь с половиной (3 на одной тележке) включённых ТЭД.
Со второй половины был начат серийный выпуск электровозов К для СССР. Всего в период с 1961 по 1962 год было выпущено 20 локомотивов этой серии.

## Эксплуатация

Электровоз К-20, последний в серии

Электровозы серии К поступили в Советский Союз, где в августе 1961 года были направлены для испытаний на участок Ожерелье — Павелец (Московская железная дорога). Электровоз К-02 после проведения на данном участке тягово-энергетических испытаний, в ноябре был отправлен на Экспериментальное кольцо ВНИИЖТа. По результатам этих испытаний были определены коэффициент мощности (0,86) и коэффициент полезного действия (0,83) электровоза, а также его тяговые характеристики.
В 1962 году электровозы К поступили в депо Кавказская Северо-Кавказской железной дороги и эксплуатировались на участке Батайск — Кавказская. Из основных недостатков этих машин являлись неудовлетворительная коммутация (сильное искрение) электродвигателей вспомогательных машин, а также высокая запылённость машинного помещения. Эксплуатировались эти электровозы относительно недолго, причём по вполне банальным причинам: износившееся оборудование было трудно, либо невозможно ремонтировать из-за отсутствия запчастей. Уже к началу 1976 года в депо оставалось лишь 7 машин, а к концу этого же года — 5 (№ 2, 9, 11, 13, 17), № 04 был передан на завод НЭВЗ. В 1978 все оставшиеся электровозы серии К были отставлены от работы и списаны. Последний оставшийся электровоз серии, К-13, перед утилизацией долгое время находился на НЭВЗе, в районе 1990-х годов был разрезан в металл там же.